# NFL Draft 1993

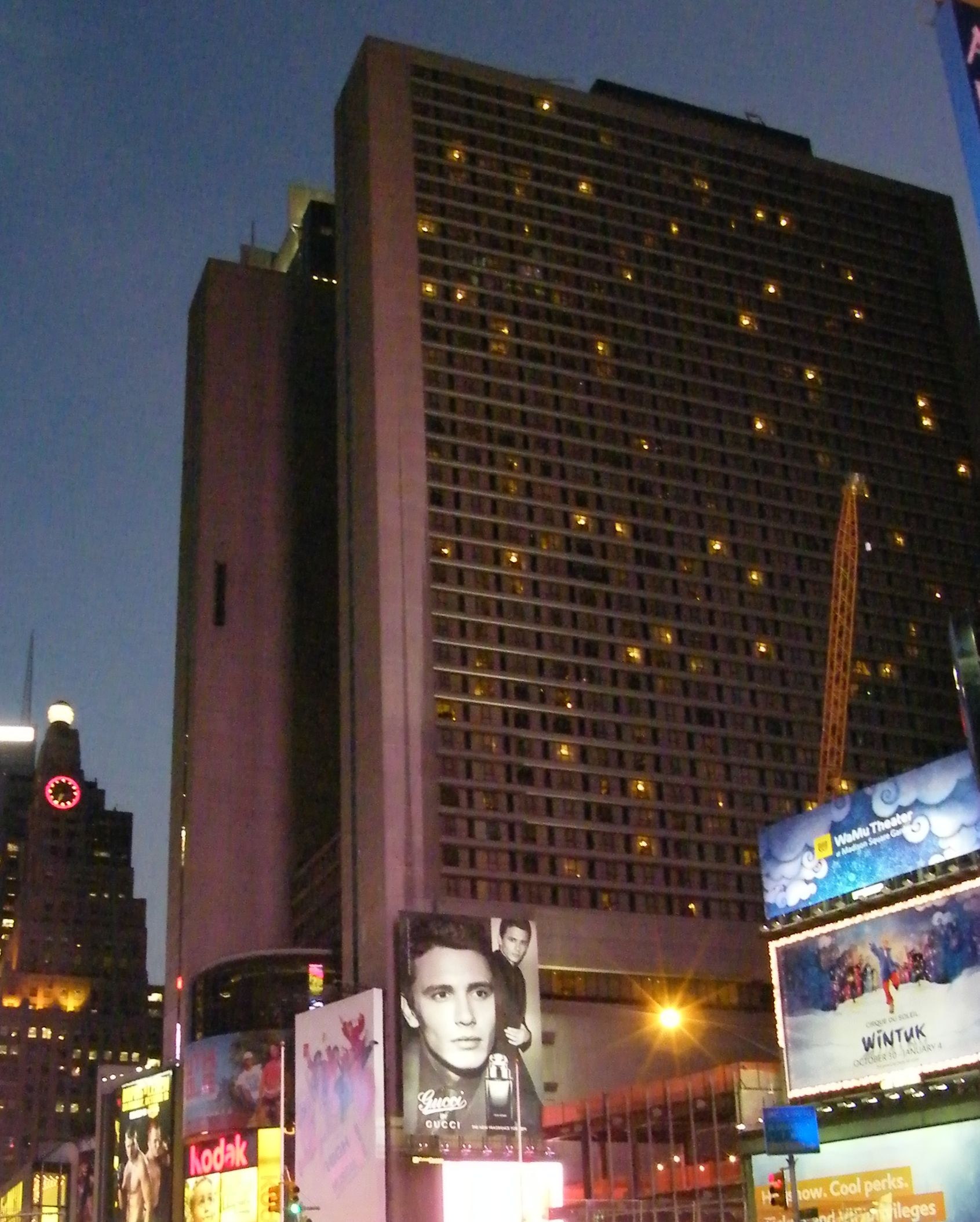
Das Marriot Marquis in New York, in dem der NFL Draft von 1986 bis 1994 stattfand

Der NFL Draft 1993 war der Auswahlprozess neuer Spieler (Draft) im American Football der Saison 1993 der National Football League (NFL). Der Draft fand vom 25. bis 26. April 1993 im Marriot Marquis in New York City statt. Der Draft lief über acht Runden, in denen 224 Spieler ausgewählt wurden.
Als erster Spieler des Drafts wurde Drew Bledsoe von den New England Patriots ausgewählt. Mr. Irrelevant (der letzte ausgewählte Spieler eines Drafts) wurde Daron Alcorn für die Tampa Bay Buccaneers. Die meisten Spieler wählten vier Teams (die Denver Broncos, die New England Patriots, die Pittsburgh Steelers und die Tampa Bay Buccaneers) mit jeweils 10 aus und die wenigstens die Kansas City Chiefs mit 5.
Bis heute (2020) wurden vier Spieler, die in diesem Draft in die Pro Football Hall of Fame gewählt (Willie Roaf, Michael Strahan, Jerome Bettis, Will Shields).
Es war der einzige Draft mit acht Runden, im vorherigen Draft gab es noch zwölf Runden und im folgenden Draft wechselte die NFL dann zum System mit nur sieben Runden.

## Ausgewählte Spieler
Vor dem Start der Regular Season wurde im Ergänzungs-Draft (Supplemental Draft) kein Spieler ausgewählt. Aufgrund der Wahl von Dave Brown (New York Giants) und Darren Mickell (Kansas City Chiefs) im Supplemental Draft der Vorsaison, verloren die Giants ihren Erstrunden- und die Chiefs ihren Zweitrundenpick. In der ersten Runde wurden dennoch 29 Spieler ausgewählt, da die Philadelphia Eagles (für den Verlust von Reggie White als Free Agent) und die Arizona Cardinals (für Tim McDonald) je ein zusätzliches Draftrecht in der ersten Runde erhielten.
|  | = Compensatory Picks          |
|  | = Spätere Spieler im Pro Bowl |
|  | = Mitglieder der Hall of Fame |

| Runde | Nr. | Team                 | Spieler           | Position         | College          | Bemerkung |
| ----- | --- | -------------------- | ----------------- | ---------------- | ---------------- | --- |
| 1     | 1   | New England Patriots | Drew Bledsoe      | Quarterback      | Washington State | |
| 1     | 2   | Seattle Seahawks     | Rick Mirer        | Quarterback      | Notre Dame       | |
| 1     | 3   | Phoenix Cardinals    | Garrison Hearst   | Runningback      | Georgia          | Draftrecht von den New York Jets erhalten. Die Jets bekamen im Gegenzug den vierten Pick und Runningback Johnny Johnson. |
| 1     | 4   | New York Jets        | Marvin Jones      | Linebacker       | Florida State    | Draftrecht von den Phoenix Cardinals erhalten. Die Cardinals bekamen im Gegenzug den dritten Pick und gaben den vierten und Runningback Johnny Johnson ab. |
| 1     | 5   | Cincinnati Bengals   | John Copeland     | Defensive End    | Alabama          | |
| 1     | 6   | Tampa Bay Buccaneers | Eric Curry        | Defensive End    | Alabama          | |
| 1     | 7   | Chicago Bears        | Curtis Conway     | Wide Receiver    | USC              | |
| 1     | 8   | New Orleans Saints   | Willie Roaf       | Offensive Tackle | Louisiana Tech   | Draftrecht von den Detroit Lions erhalten. Die Lions erhielten im Gegenzug den Linebacker Pat Swilling und die Saints zusätzlich den Viertrundenpick der Lions (Nummer 89). |
| 1     | 9   | Atlanta Falcons      | Lincoln Kennedy   | Offensive Tackle | Washington       | |
| 1     | 10  | Los Angeles Rams     | Jerome Bettis     | Runningback      | Notre Dame       | |
| 1     | 11  | Denver Broncos       | Dan Williams      | Defensive End    | Toledo           | Draftrecht von den Cleveland Browns erhalten. Die Browns erhielten im Gegenzug den Erst- (14) und Drittrundenpick (83). |
| 1     | 12  | Los Angeles Raiders  | Patrick Bates     | Safety           | Texas A&M        | |
| 1     | 13  | Houston Oilers       | Brad Hopkins      | Offensive Tackle | Illinois         | Draftrecht von den Philadelphia Eagles erhalten. Die Eagles erhielten das Draftrecht als Compensatory Pick für den Verlust von Reggie White in der Free Agency. Im Gegenzug erhielten die Eagles den Erst- (19) und einen Drittrundenpick (75). |
| 1     | 14  | Cleveland Browns     | Steve Everitt     | Center           | Michigan         | Draftrecht von den Denver Broncos erhalten. Die Broncos erhielten im Gegenzug den Erstrundenpick (11). Die Browns zusätzlich den Drittrundenpick (83). |
| 1     | 15  | Green Bay Packers    | Wayne Simmons     | Linebacker       | Clemson          | |
| 1     | 16  | Indianapolis Colts   | Sean Dawkins      | Wide Receiver    | California       | |
| 1     | 17  | Washington Redskins  | Tom Carter        | Cornerback       | Notre Dame       | |
| 1     | 18  | Phoenix Cardinals    | Ernest Dye        | Guard            | South Carolina   | Draftrecht von den Kansas City Chiefs – über die San Francisco 49ers – erhalten. Die 49ers gaben Joe Montana, David Whitmore und einen Drittrundenpick (92) an die Chiefs. Von den Cardinals bekamen die 49ers den Erst- (20) und Fünftrundenpick (116). |
| 1     | 19  | Philadelphia Eagles  | Lester Holmes     | Guard            | Jackson State    | Draftrecht von den Houston Oilers erhalten. Die Oilers erhielten im Gegenzug den Erstrundenpick (13) und die Eagles zusätzlich einen Drittrundenpick (75). |
| 1     | 20  | New Orleans Saints   | Irv Smith         | Tight End        | Notre Dame       | Draftrecht von den Phoenix Cardinals über die San Francisco 49ers erhalten. Die Cardinals erhielten das Draftrecht als Compensatory Pick für den Verlust von Tim McDonald in der Free Agency. Von den 49ers erhielten sie den Erstrundenpick (18) und gaben zusätzlich einen Fünftrundenpick (116) ab. Die Saints gaben den 49ers im Gegenzug einen Erst- (26) und einen Drittrundenpick (81). |
| 1     | 21  | Minnesota Vikings    | Robert Smith      | Runningback      | Ohio State       | |
| 1     | 22  | San Diego Chargers   | Darrien Gordon    | Cornerback       | Stanford         | |
| 1     | 23  | Pittsburgh Steelers  | Deon Figures      | Cornerback       | Colorado         | |
| 1     | 24  | Philadelphia Eagles  | Leonard Renfro    | Defensive Tackle | Colorado         | |
| 1     | 25  | Miami Dolphins       | O. J. McDuffie    | Wide Receiver    | Penn State       | |
| 1     | 26  | San Francisco 49ers  | Dana Stubblefield | Defensive Tackle | Kansas           | Draftrecht von den New Orleans Saints erhalten. Die Saints erhielten im Gegenzug den Erstrundenpick (20) und die 49ers zusätzlich einen Drittrundenpick (81) |
| 1     | 27  | San Francisco 49ers  | Todd Kelly        | Defensive Tackle | Tennessee        | |
| 1     | 28  | Buffalo Bills        | Thomas Smith      | Defensive Tackle | North Carolina   | |
| 1     | 29  | Green Bay Packers    | George Teague     | Free Safety      | Alabama          | Draftrecht von den Dallas Cowboys erhalten. Die Cowboys erhielten im Gegenzug zwei Zweit- (46, 54), einen Viert- (94) und einen Achtrundenpick (213). Die Packers zusätzlich einen Viertrundenpick (112). |

|  | = Compensatory Picks          |
|  | = Spätere Spieler im Pro Bowl |
|  | = Mitglieder der Hall of Fame |